# Gerty Soltau

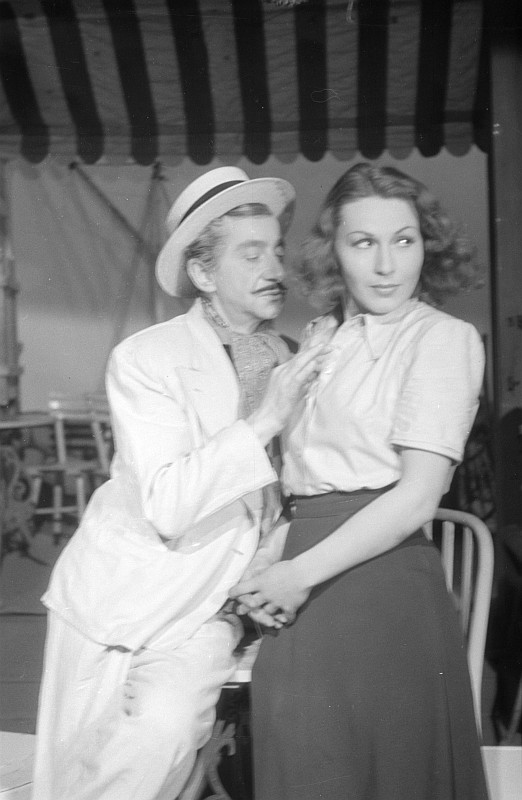
Gerty Soltau en 1946 en Der Goldene Anker

Gerty Soltau (5 de enero de 1913 - 19 de septiembre de 1990), o Gerti Soltau, fue una actriz teatral y cinematográfica alemana.

## Biografía
Nacida en Kędzierzyn, Alta Silesia (en aquella época una parte de Prusia), hizo su primer papel para el cine en el cortometraje Zweiklang, dirigido por Peter Pewas. Más adelante trabajó en las películas Jan und die Schwindlerin (con Walther Süssenguth), Das seltsame Fräulein Sylvia (de Paul Martin), Menschen in Gottes Hand (de Rolf Meyer, con Paul Dahlke) y Unser Mittwoch Abend (con Karl John y Hans Nielsen). 
En 1946 hizo el papel principal de la obra teatral Zum Goldenen Anker, de Marcel Pagnol, bajo la dirección de Boleslaw Barlog, que fue representada en el Schlossparktheater de Berlín aunque, por enfermedad, Hildegard Knef asumió el personaje. Aun así, Soltau continuó actuando en el Schlossparktheater, y en 1956 pasó al Volksbühne, en Berlín, donde representó Tartufo, con dirección de Rochus Gliese, y Volpone, dirigida por Otto Tausig.
Gerty Soltau falleció en Berlín, Alemania, en 1990.

## Filmografía (selección)
- 1943/44: Jan und die Schwindlerin
- 1944/45: Das seltsame Fräulein Sylvia
- 1947/48: Menschen in Gottes Hand
- 1948: Unser Mittwoch Abend

## Teatro (selección)
- 1947: La fierecilla domada, de William Shakespeare (dirección de Boleslaw Barlog) en el Berliner Schlossparktheater, con Klaus Kinski[4]
- 1948: Ein Leben lang, de William Saroyan, en el Berliner Schloßparktheater
- 1956: Die Ratten, de Gerhart Hauptmann (dirección de Walther Süssenguth), Volksbühne Berlin[5]
- 1957: Tartufo, de Molière (dirección: Rochus Gliese), Volksbühne Berlin[5]
- 1958: Volpone, de Ben Jonson (dirección: Otto Tausig), Volksbühne Berlin